# Fëanor

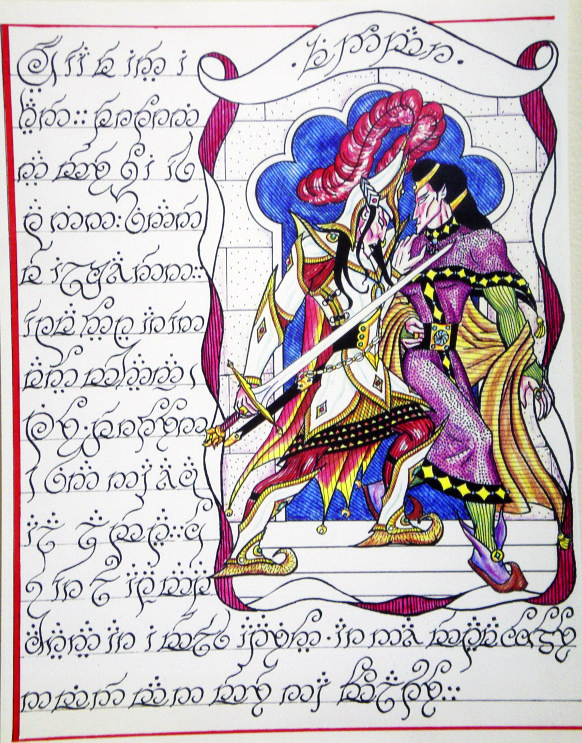
Fëanor tirant l'épée contre Fingolfin à Tirion.

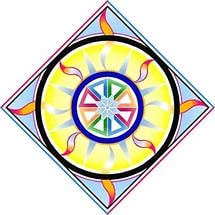
Armoiries de Fëanor

Fëanor est un personnage de J. R. R. Tolkien apparaissant notamment dans Le Silmarillion.
C'est un elfe de la maison princière des Ñoldor : il est le seul fils du roi Finwë et de sa première épouse Míriel, qui meurt peu après l'avoir mis au monde. Doué d'innombrables talents, il est le concepteur du système d'écriture des tengwar, et l'auteur de nombreux objets précieux, au premier rang desquels les Silmarils, trois joyaux renfermant la lumière des Arbres du Valinor.
Lorsque Melkor dérobe les Silmarils, Fëanor et ses sept fils prêtent serment de les lui reprendre à n'importe quel prix, au mépris des conseils des Valar. Il conduit les Noldor à la poursuite de Melkor, qui s'est enfui en Terre du Milieu, mais il est tué sans avoir pu recouvrer les joyaux.
Fëanor est l'un des personnages les plus importants du légendaire de Tolkien, et l'un des plus ambivalents : son génie créatif est contrebalancé par son tempérament ardent, orgueilleux et colérique, ce qui causera en définitive sa chute.

## Histoire

L'étoile de la maison de Fëanor

Finwë II, puis Curufinwë (Fëanor) est le fils unique de Finwë et de Míriel. Sa mère, épuisée par sa conception, car elle avait donné plus d'énergie à ce fils qu'elle en aurait mit dans plusieurs vies, se retire dans les jardins de Lórien et finit par abandonner son corps pour s'en aller en Mandos, devenant ainsi la première des Elfes à mourir. Finwë émet le souhait de se remarier, ce qui entraîne de longs débats parmi les Valar : est-il correct de laisser Finwë se remarier alors que Míriel peut se réincarner ? Celle-ci ayant refusé de retrouver un corps, arguant de sa lassitude, les Valar autorisent Finwë à contracter un nouveau mariage. Celui-ci choisit Indis, une parente du roi des Vanyar Ingwë. Peu aimée de Fëanor, elle donne deux fils à Finwë : Fingolfin et Finarfin.
Fëanor possède nombre de talents. Linguiste doué (il est le créateur des tengwar et le fondateur de l'école des Lambengolmor), il est également un artisan talentueux : il conçut les palantíri (les pierres de vision), mais surtout les Silmarils, trois précieux joyaux qui renferment en eux la lumière des deux Arbres du Valinor. Lorsque ceux-ci sont volés par Melkor (qu'il nomma alors Morgoth, le Noir Ennemi), il prête un serment avec ses fils selon lequel ils poursuivraient de leur haine toute personne autre qu'eux en possession d'un Silmaril, et prend la tête des Ñoldor qui partent défier Morgoth en Terre du Milieu, les Exilés (maudits par Mandos). Ceux-ci ne forment cependant pas un front uni derrière Fëanor : beaucoup d'entre eux se sont rangés sous les bannières de son demi-frère Fingolfin, qui suit Fëanor par loyauté plutôt que par amour. Lorsque les Ñoldor arrivent devant l'Helcaraxë, obstacle apparemment infranchissable, Fëanor trahit son demi-frère et fait voile vers la Terre du Milieu avec ses partisans seuls à bord des navires qu'ils avaient obtenus par la force, puisque les Teleri refusaient de leur prêter ou de s'en départir, qu'il incendie ensuite.
S'ensuit une bataille entre les forces de Fëanor et les Orques de Morgoth, facilement mis en déroute par les nouveaux arrivants. La rage de Fëanor est telle qu'il pourchasse les fuyards à travers toute la plaine d'Ard-galen, bien décidé à pénétrer dans Angband et à reprendre les Silmarils. Mais il s'éloigne trop de ses troupes, ce qui cause sa perte : encerclé par les Orques et les Balrogs, mortellement blessé de la main de leur seigneur Gothmog, il parvint à s'enfuir aidé de ses fils avant de succomber à ses blessures. À sa mort, le feu qui brûlait en lui le consuma et son corps partit en cendres.
Fëanor eu sept fils avec Nerdanel, la fille du forgeron Mahtan : Nelyafinwë (Maedhros) l'aîné, Canafinwë (Maglor) le poète, Turcafinwë (Celegorm) le chasseur, Morifinwë (Caranthir le sombre), Curufinwë (Curufin) le rusé et les jumeaux Pityafinwë (Amrod) et Telufinwë (Amras). (Amras).

## Généalogie
|          |          |          |          |          |          |  |  |        |        |        |        |        |        | Finwë | Finwë | Finwë    | Finwë    | Finwë    | Finwë    |          |          | Míriel | Míriel | Míriel    | Míriel    | Míriel    | Míriel    |           |           | Mahtan   | Mahtan   | Mahtan      | Mahtan   | Mahtan   | Mahtan   |         |         |  |  |       |       |       |       |       |       |  |  |       |       |       |       |       |       |  |  |  |  |  |  |  |  |  |  |  |  |  |  |  |  |  |  |  |  |  |  |  |  |  |  |  |  |
|          |          |          |          |          |          |  |  |        |        |        |        |        |        | Finwë | Finwë | Finwë    | Finwë    | Finwë    | Finwë    |          |          | Míriel | Míriel | Míriel    | Míriel    | Míriel    | Míriel    |           |           | Mahtan   | Mahtan   | Mahtan      | Mahtan   | Mahtan   | Mahtan   |         |         |  |  |       |       |       |       |       |       |  |  |       |       |       |       |       |       |  |  |  |  |  |  |  |  |  |  |  |  |  |  |  |  |  |  |  |  |  |  |  |  |  |  |  |  |
|          |          |          |          |          |          |  |  |        |        |        |        |        |        |       |       |          |          |          |          |          |          |        |        |           |           |           |           |           |           |          |          |             |          |          |          |         |         |  |  |       |       |       |       |       |       |  |  |       |       |       |       |       |       |  |  |  |  |  |  |  |  |  |  |  |  |  |  |  |  |  |  |  |  |  |  |  |  |  |  |  |  |
|          |          |          |          |          |          |  |  |        |        |        |        |        |        |       |       |          |          | Fëanor   | Fëanor   | Fëanor   | Fëanor   | Fëanor | Fëanor |           |           |           |           |           |           | Nerdanel | Nerdanel | Nerdanel    | Nerdanel | Nerdanel | Nerdanel |         |         |  |  |       |       |       |       |       |       |  |  |       |       |       |       |       |       |  |  |  |  |  |  |  |  |  |  |  |  |  |  |  |  |  |  |  |  |  |  |  |  |  |  |  |  |
|          |          |          |          |          |          |  |  |        |        |        |        |        |        |       |       |          |          | Fëanor   | Fëanor   | Fëanor   | Fëanor   | Fëanor | Fëanor |           |           |           |           |           |           | Nerdanel | Nerdanel | Nerdanel    | Nerdanel | Nerdanel | Nerdanel |         |         |  |  |       |       |       |       |       |       |  |  |       |       |       |       |       |       |  |  |  |  |  |  |  |  |  |  |  |  |  |  |  |  |  |  |  |  |  |  |  |  |  |  |  |  |
|          |          |          |          |          |          |  |  |        |        |        |        |        |        |       |       |          |          |          |          |          |          |        |        |           |           |           |           |           |           |          |          |             |          |          |          |         |         |  |  |       |       |       |       |       |       |  |  |       |       |       |       |       |       |  |  |  |  |  |  |  |  |  |  |  |  |  |  |  |  |  |  |  |  |  |  |  |  |  |  |  |  |
|          |          |          |          |          |          |  |  |        |        |        |        |        |        |       |       |          |          |          |          |          |          |        |        |           |           |           |           |           |           |          |          |             |          |          |          |         |         |  |  |       |       |       |       |       |       |  |  |       |       |       |       |       |       |  |  |  |  |  |  |  |  |  |  |  |  |  |  |  |  |  |  |  |  |  |  |  |  |  |  |  |  |
|          |          |          |          |          |          |  |  |        |        |        |        |        |        |       |       |          |          |          |          |          |          |        |        |           |           |           |           |           |           |          |          |             |          |          |          |         |         |  |  |       |       |       |       |       |       |  |  |       |       |       |       |       |       |  |  |  |  |  |  |  |  |  |  |  |  |  |  |  |  |  |  |  |  |  |  |  |  |  |  |  |  |
| Maedhros | Maedhros | Maedhros | Maedhros | Maedhros | Maedhros |  |  | Maglor | Maglor | Maglor | Maglor | Maglor | Maglor |       |       | Celegorm | Celegorm | Celegorm | Celegorm | Celegorm | Celegorm |        |        | Caranthir | Caranthir | Caranthir | Caranthir | Caranthir | Caranthir |          |          | Curufin     | Curufin  | Curufin  | Curufin  | Curufin | Curufin |  |  | Amrod | Amrod | Amrod | Amrod | Amrod | Amrod |  |  | Amras | Amras | Amras | Amras | Amras | Amras |  |  |  |  |  |  |  |  |  |  |  |  |  |  |  |  |  |  |  |  |  |  |  |  |  |  |  |  |
| Maedhros | Maedhros | Maedhros | Maedhros | Maedhros | Maedhros |  |  | Maglor | Maglor | Maglor | Maglor | Maglor | Maglor |       |       | Celegorm | Celegorm | Celegorm | Celegorm | Celegorm | Celegorm |        |        | Caranthir | Caranthir | Caranthir | Caranthir | Caranthir | Caranthir |          |          | Curufin     | Curufin  | Curufin  | Curufin  | Curufin | Curufin |  |  | Amrod | Amrod | Amrod | Amrod | Amrod | Amrod |  |  | Amras | Amras | Amras | Amras | Amras | Amras |  |  |  |  |  |  |  |  |  |  |  |  |  |  |  |  |  |  |  |  |  |  |  |  |  |  |  |  |
|          |          |          |          |          |          |  |  |        |        |        |        |        |        |       |       |          |          |          |          |          |          |        |        |           |           |           |           |           |           |          |          | Celebrimbor |          |          |          |         |         |  |  |       |       |       |       |       |       |  |  |       |       |       |       |       |       |  |  |  |  |  |  |  |  |  |  |  |  |  |  |  |  |  |  |  |  |  |  |  |  |  |  |  |  |

## Création et évolution
Le personnage de Fëanor apparaît dès les Contes perdus avec son nom définitif. Il y occupe déjà le rôle de créateur des Silmarils et de meneur de l'exil des Gnomes (Noldor), mais il n'est pas encore le fils de Finwë. Sa mort peu après le retour dans les Grandes Terres (Terre du Milieu) est déjà présente dans les notes de Tolkien, qui envisage qu'il disparaisse en naviguant sur les Eaux d'Asgon (lac Mithrim), ou qu'il s'y noie.

## Noms
Durant toute la période de rédaction du Silmarillion, le nom Fëanor reste inchangé, mais Tolkien lui attribue différentes étymologies.
- À l'époque des Contes perdus (années 1910-1920), le Gnomish Lexicon indique « Fionaur (Fionor) = Q. Fëanor (fabricant de gobelets) ». Christopher Tolkien remarque qu'il n'existe « aucune indication que ceci se réfère à Fëanor le Gnome[4] ».
- Dans Les Étymologies (années 1930), le nom apparaît sous la racine PHAY- « rayonner, répandre des rayons de lumière », sous les formes Feanáro (quenya) et Feanoúr, Féanor (noldorin). Il signifie « soleil radieux »[5].
- L'essai tardif The Shibboleth of Fëanor (années 1960) offre des analyses détaillées des noms des descendants de Finwë. Tolkien explique que Fëanor a d'abord été appelé Finwë (minya) (premier fils de Finwë), puis Curufinwë « Finwë talentueux » après le développement de ses talents. Le nom Fëanáro « esprit de feu » lui a été donné par sa mère. La forme Fëanor est issue d'une confusion entre cette forme quenyarine pure et son équivalent sindarin Faenor, confusion que Tolkien attribue à un copiste habitué au quenya, où la diphtongue <ea> est courante, mais <ae> théoriquement impossible[6].